# Mouvement électoral du peuple (Venezuela)
Pour les articles homonymes, voir Mouvement électoral du peuple.

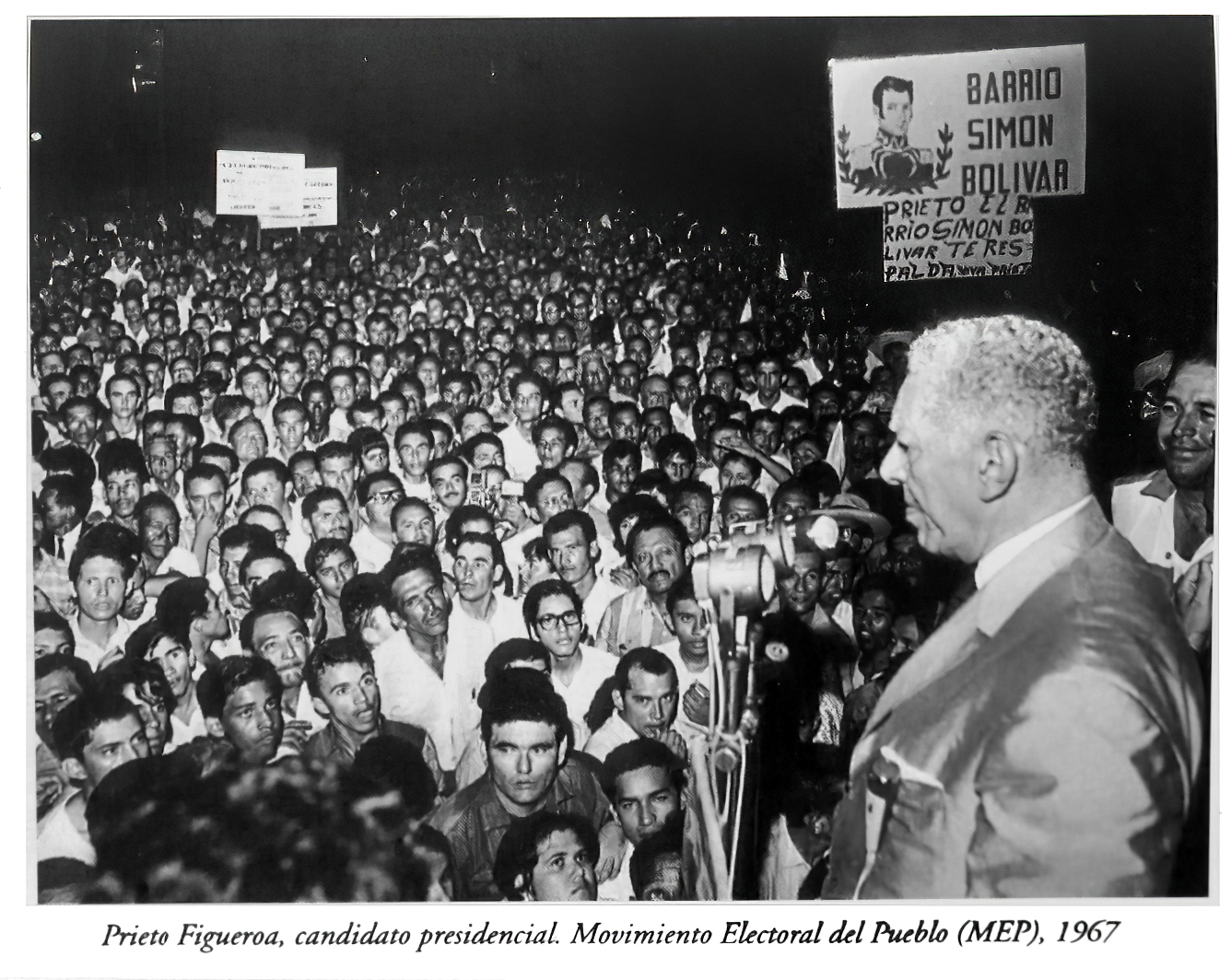
Luis Beltrán Prieto Figueroa (MEP), candidat au élections législatives de 1968 au Vénézuela.

Le Movimiento Electoral del Pueblo était un parti politique vénézuélien fondé en 1967, membre de la COPPPAL. En 2007, il s'est fondu dans le nouveau Parti socialiste unifié du Venezuela.